# Théorie de la téléportation de l'ADN

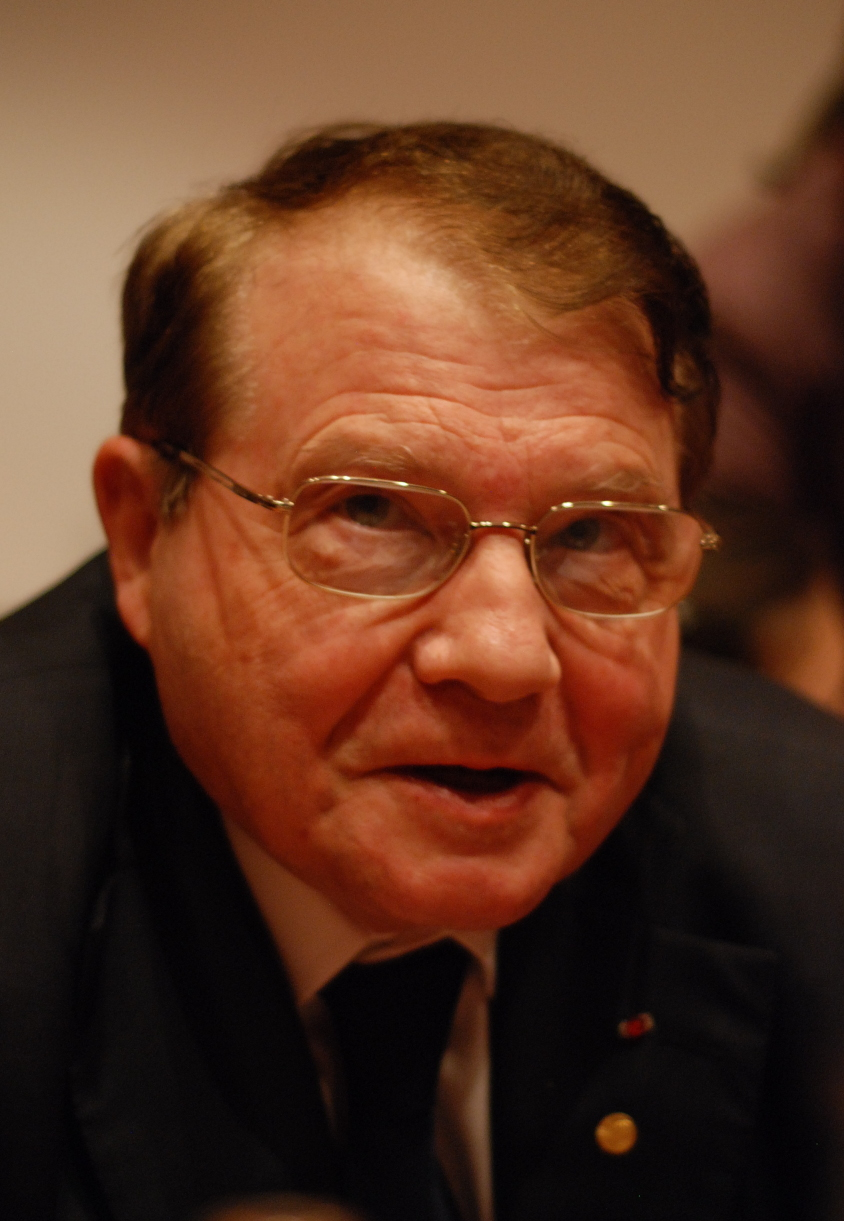
Luc Montagnier, ici en 2008, a dirigé les équipes prétendant avoir « téléporté » de l'ADN.

La « théorie » de la téléportation de l'ADN est une affirmation pseudo-scientifique selon laquelle l'ADN produirait des signaux électromagnétiques, mesurables lorsqu'il est fortement dilué dans l'eau, qui pourraient être enregistrés, transmis électroniquement et ré-émis sur un autre échantillon d'eau pure éloigné, où l'ADN pourrait alors être répliqué par une simple réaction PCR, malgré l'absence d'ADN à copier pour les enzymes dans le nouvel échantillon d'eau. Aucune étude n'a prouvé la véracité de cette théorie, qui est fortement remise en cause par la plus large partie de la communauté scientifique.

## Théorie
Cette idée a été développée en 2009 par Luc Montagnier, lauréat du prix Nobel de médecine pour des travaux menés en 1983 sur un sujet sans lien. Elle est semblable en principe à la mémoire de l'eau, un autre concept pseudo-scientifique popularisé en 1988 par Jacques Benveniste, un scientifique français ami de Montagnier, et depuis largement discrédité. Benveniste affirmait déjà en 1997 avoir transmis par téléphone des « effets biologiques » entre Chicago et Paris,,.

## Critiques
Aucune recherche indépendante n'a soutenu cette assertion, et il n'existe aucune théorie scientifique, ni de mécanisme explicatif plausible par lequel elle pourrait être valable. En 2015, l'équipe de Montagnier publie d'autres résultats semblables à ceux de 2009, mais à l'aide d'ADN bactérien et viral. Dans ce nouvel article, elle prétend que les ondes électromagnétiques pourraient être expliquées en termes d'effets quantiques,. Ces travaux ont été critiqués pour leur manque de reproductibilité, les méthodes publiées étant évasives et manquant de contrôles, et les affirmations de Montagnier ont fait l'objet de critiques acerbes, assimilées au mysticisme quantique ou au charlatanisme. Bien que les résultats de ces « études » prétendent bouleverser la physique et la biologie moléculaire modernes, ils sont tout bonnement et simplement ignorés par la communauté scientifique « pour une bonne raison, à savoir qu'ils sont absolument invraisemblables ».
À la suite de ces déclarations – qui succèdent à d'autres prises de positions pseudo-scientifiques – Montagnier a été la « risée du monde scientifique », et diagnostiqué par certains tenants du scepticisme scientifique comme atteint de la « maladie du Nobel » (consistant pour un prix Nobel à se mettre à travailler sur des sujets où il n'a aucune compétence ou sur des théories pseudo-scientifiques).

### Publications des équipes de Benveniste et Montagnier
- (en) E. Davenas, F. Beauvais, J. Amara, M. Oberbaum, B. Robinzon, A. Miadonnai, Alberto Tedeschi, B. Pomeranz, P. Fortner, P. Belon, J. Sainte-Laudy, B. Poitevin et Jacques Benveniste, « Human basophil degranulation triggered by very dilute antiserum against IgE », Nature, vol. 333, no 6176,‎ 1988, p. 816–818 (ISSN 0028-0836, DOI 10.1038/333816a0)
- (en) Jacques Benveniste, P. Jurgens, W. Hsueh et Jamal Aïssa, « Transatlantic transfer of digitized antigen signal by telephone link », Journal of Allergy and Clinical Immunology, vol. 99, no 1,‎ 1997, S101–S200 (DOI 10.1016/S0091-6749(97)81064-0)
- (en) Luc Montagnier, Jamal Aïssa, Stéphane Ferris, Jean-Luc Montagnier et Claude Lavallée, « Electromagnetic signals are produced by aqueous nanostructures derived from bacterial DNA sequences », Interdisciplinary Sciences: Computational Life Sciences, vol. 1, no 2,‎ 2009, p. 81–90 (ISSN 1913-2751, DOI 10.1007/s12539-009-0036-7)
- (en) Luc Montagnier, Jamal Aissa, Emilio Del Giudice, Claude Lavallée, Alberto Tedeschi et Giuseppe Vitiello, « DNA waves and water », Journal of Physics: Conference Series, vol. 306,‎ 2011, p. 012007 (ISSN 1742-6596, DOI 10.1088/1742-6596/306/1/012007)
- (en) Luc Montagnier, Emilio Del Giudice, Jamal Aïssa, Claude Lavallée, Steven Motschwiller, Antonio Capolupo, Albino Polcari, Paola Romano, Alberto Tedeschi et Giuseppe Vitiello, « Transduction of DNA information through water and electromagnetic waves », Electromagnetic Biology and Medicine, vol. 34, no 2,‎ 2015, p. 106–112 (ISSN 1536-8378, DOI 10.3109/15368378.2015.1036072)

### Vidéographie
- Christian Manil et Laurent Lichtenstein, On a retrouvé la mémoire de l'eau, Internet Archive, France 5, Doc en stock, 5 juillet 2014, intervenants : Luc Montagnier, Jacques Benveniste et al. (lire en ligne [vidéo])

### Analyses critiques
- (en) Steve Nadis, « French scientist shrugs off winning his second Ig Nobel prize », Nature, vol. 395, no 6702,‎ 1998, p. 535–535 (DOI 10.1038/26831, lire en ligne [html/pdf]).
- (en) Andy Lewis, « Why I am Nominating Luc Montagnier for an IgNobel Prize », sur www.quackometer.net, 20 octobre 2009 (consulté le 16 septembre 2017)
- (en) Andy Coghlan, « Scorn over claim of teleported DNA », New Scientist. Reed Business Information Ltd, 21 janvier 2011 (consulté le 16 septembre 2017)
- (en) P.Z. Myers, « It almost makes me disbelieve that HIV causes AIDS! », sur ScienceBlogs LLC, Pharyngula, 24 janvier 2011 (consulté le 16 septembre 2017)
- (en) Philip Ball, « DNA waves don't wash », Chemistry World, 10 juillet 2013 (consulté le 16 septembre 2017)
- (en) David Gorski, « Luc Montagnier and the Nobel Disease », 4 juin 2012 (consulté le 16 septembre 2017)
- Hervé Ratel, « On a retrouvé la mémoire de l'eau, vraiment ? », Sciences et Avenir, 11 juillet 2014 (consulté le 16 septembre 2017)
- Aleksandra Kroh et Madeleine Veyssié, Le top 14 des découvertes scientifiques qui n'ont servi à rien: [encore que ça reste à démontrer], Flammarion, 2016, 191 p. (ISBN 978-2-08-138259-6)